# Wilhelm Weinmann
Wilhelm Weinmann (* 1851 in Backenau, Rheinprovinz; † 17. November 1918 in Marburg) war ein deutscher Verwaltungsjurist.

## Leben
Weinmann studierte an der Kaiser-Wilhelms-Universität Straßburg und der Philipps-Universität Marburg. Er wurde im Corps Palatia Straßburg (1873) und im Corps Teutonia Marburg (1875) aktiv. Nach Abschluss des Studiums trat er in den preußischen Verwaltungsdienst. Er war Regierungsrat bei der Preußischen Oberrechnungskammer in Berlin.  Er wechselte in den (kaiserlichen) Verwaltungsdienst des Reichslandes Elsaß-Lothringen und war von 1897 bis 1902 Kreisdirektor des Kreises Saargemünd. Als Geheimer Regierungsrat charakterisiert, verlebte er den Ruhestand in Marburg.